# Salvatore Riina: Gefürchteter Mafiaboss
Salvatore Riina: Gefürchteter Mafiaboss (Originaltitel: Riina: Le verità nascoste) ist ein italienischer Dokumentarfilm von Jovica Nonkovic aus dem Jahr 2018 über den Mafioso Salvatore „Totò“ Riina von den „Corleonesi“ der sizilianischen Cosa Nostra.

## Inhalt
Der Dokumentarfilm beleuchtet die Schreckensherrschaft von Salvatore „Totò“ Riina des Corleone-Mafia-Clans von der sizilianischen Cosa Nostra und legt den Fokus dabei auf die Ermordung des „Mafia-Jägers“ Giovanni Falcone und die des minderjährigen Sohnes des Kronzeugen Santino Di Matteo.

## Liste der Interviewpartner
- Angiolo Pellegrini – Carabinieri-Kommandant (1981–1985)
- Gaspare Mutolo – Ehem. Mitglied des Partanna-Mondello-Mafia-Clans
- Gian Carlo Caselli – Leitender Staatsanwaltschaft von Palermo (1993–1999)
- Letizia Battaglia – Fotografin und Fotojournalistin
- Nino Di Matteo – Antimafia-Staatsanwalt
- Roberto Longu – Ehem. Mitglied einer Carabinieri-Spezialeinheit
- Santino „Mezzanasca“ Di Matteo – Kronzeuge und ehem. Mitglied des Altofonte-Mafia-Clans
- Sergio Lari – Leiter der Staatsanwaltschaft von Caltanissetta (2008–2015)
- Shobha Battaglia – Fotografin
- Tina Martinez Montinaro – Schwester des Mordopfers Antonio Montinaro

## Hintergrund
Der von Stand by Me für National Geographic produzierte Dokumentarfilm wurde in Italien am 20. März 2018 und in Deutschland am 22. September 2018 in deutscher Fassung von National Geographic veröffentlicht.